# Dom baśni
Dom baśni – francuski film animowany, emitowany w Polsce na kanale ZigZap, jego premiera odbyła się 17 grudnia 2010 roku. 

## Wersja polska
Wersja polska: na zlecenie ZigZapa – Studio Publishing

Dialogi: Daniel Wegner

Reżyseria: Dorota Kawęcka

Dźwięk i montaż: Jacek Kacperek

Kierownictwo produkcji: Urszula Jankowska

Wystąpili:
- Zofia Kucówna – Eleonora
- Teresa Lipowska – Zła czarownica
- Joanna Jabłczyńska – Alicja
- Włodzimierz Press – Adrian
- Jan Rotowski – Nataniel
- Olga Piechowicz – Angelika

oraz
- Agnieszka Kunikowska
- Anna Gajewska
- Cezary Kwieciński
- Grzegorz Drojewski
- Jacek Wolszczak
- Joanna Pach
- Magdalena Krylik
- Marek Frąckowiak
- Mieczysław Morański
- Robert Tondera
- Waldemar Barwiński

i inni